# Callicostella fallax
Callicostella fallax är en bladmossart som beskrevs av Brotherus 1907. Callicostella fallax ingår i släktet Callicostella och familjen Hookeriaceae. Inga underarter finns listade i Catalogue of Life.